# HD 129161
HD 129161，又名CD-3011624，SAO 205841、HR 5474，是一颗恒星，视星等为6.37，位于銀經329.23，銀緯26.24，其B1900.0坐标为赤經14h 35m 53.2s，赤緯-30° 26.24′ 15″。